# 케플러-22b
케플러-22b(Kepler-22b)는 태양계 밖의 골디락스 존에 위치한 지구와 매우 닮은 환경의 행성이다. 이런 행성을 지구형 행성, 슈퍼지구라고 부른다. 케플러-22를 모항성으로 가진 행성이다.
지구의 2.5배 크기, 표면 온도는 섭씨 22도, 지구처럼 대기권에 구름이 형성돼 있어 생명체가 살 수 있는 기본조건인 물도 있는 것으로 NASA는 추정한다. 이 행성의 태양(케플러-22)을 약 290일 주기로 돌고 있는 점이 지구와 아주 비슷하다.

## 케플러 망원경
케플러 망원경이 너무 뜨겁지도, 너무 춥지도 않는, 인간이 거주하기에 적당한 골디락스 존에서 태양계 밖 행성을 확인한 것은 이번이 처음이다. 케플러 망원경이 지금까지 발견한 외계 행성은 1천 여 개로, 이중 생명체가 살 수 있는 환경을 가진 행성은 100개가 채 되지 않는 것으로 알려져 있다. 6억 달러짜리 케플러 망원경은 제2의 지구를 찾기 위해 2009년 3월 발사되었다.

## 케플러-22
케플러-22는 태양과 동일한 G형 주계열성이다. 지구로부터 600 광년 떨어져 있다. 태양보다 약간 작고 더 차다. 2011년 12월 5일, 과학자들은 케플러 망원경을 이용해, 골디락스 존에서 지구와 비슷한 행성인 케플러-22b를 발견했다. 골디락스 존에서 발견된 최초의 지구 크기의 외계 행성이다.

## 케플러-22b의 환경
케플러-22b는 모항성의 밝기가 태양의 79%이지만, 모항성으로부터 약 0.849 AU 떨어져 있어 지구가 받는 태양열보다 9.6% 더 받고 있다.
따라서 케플러-22b의 실제 표면 온도는 예상보다 훨씬 뜨거울 것이다. 또한 지름도 지구의 2.4배나 되므로 온실 효과 등도 대단히 높을 것이다.
실제 케플러-22b의 상층부 구름층은 온도가 차가워 얼음 구름층을 유지하고 있지만, 표면은 온실 효과로 인해 끓는점을 넘을 것이며, 엄청난 열 수증기로 생명체가 살기에 매우 부적절한 환경일 것이다.
케플러-22의 중원소 함유량이 태양의 42%밖에 되지 않으므로 케플러-22b는 지구와 같은 평범한 암석형 행성이 아니라 바다 행성일 확률이 크며, 거대한 구름층과 온실 효과로 인한 끓는점이 넘는 온도로 인해 표면이 끓고 있는 수천km 깊이의 깊은 바다가 있을 것이다.

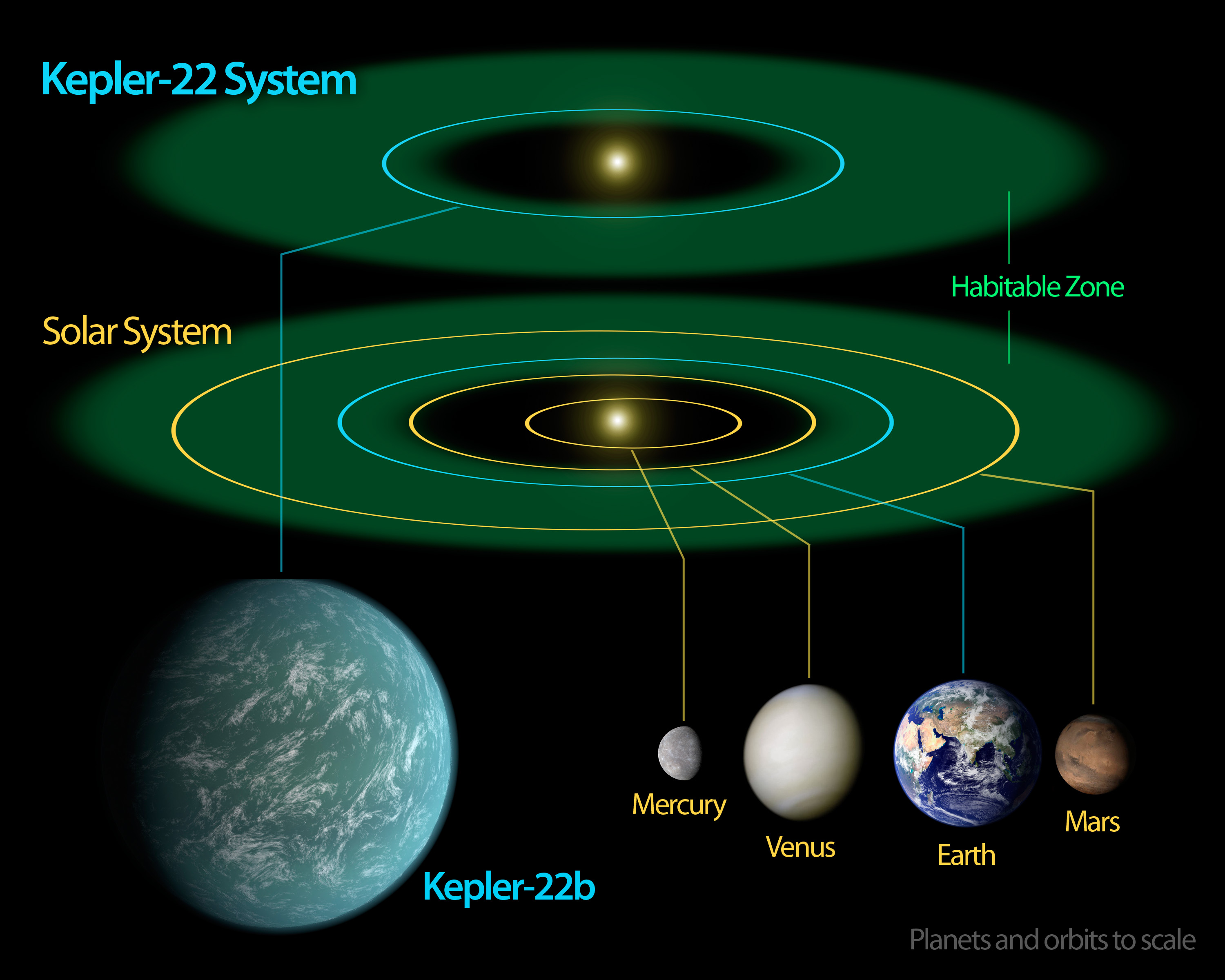
태양계와 케플러 22의 항성계 비교

## 같이 보기
- 케플러 망원경
- 골디락스 존
- 슈퍼지구